# Língua bielorrussa
A língua bielorrussa (беларуская мова, transl. belaruskaya mova), conhecida antigamente como rutênio branco ou russo branco, é a língua eslava oriental materna da maioria dos bielorrussos. De acordo com o censo de 1999, a língua bielorrussa foi declarada como uma "língua falada em casa" por cerca de 3,7 milhões de cidadãos bielorrussos (36,7% da população do país na época). Cerca de 6.984.000 (85,6%) dos bielorrussos declararam sua "língua materna". Outras fontes, como o Ethnologue, colocam o número em aproximadamente 2,5 milhões de falantes ativos.
Etnicamente, os bielorrussos são descendentes das antigas tribos eslavas - os dregovitsi, os radimitsi e os krivitsi - que habitavam o território entre os rios Pripet e Dwina Ocidental na margem setentrional do Dniepre e ao largo do Soz.

## História
- Fase antiga - Durante os séculos XII e XIII existia na Bielorrússia uma língua escrita, o eslavo eclesiástico, utilizada nos centros culturais tais como Polack e Turau. Sem dúvida, uma antiga forma de bielorrusso foi usada como língua oficial pelo governo entre os séculos XIV e XVI no Grão-Ducado da Lituânia, que incluía a atual Bielorrússia, a Lituânia e a Ucrânia. Durante este período as regras gramaticais foram normatizadas no antigo bielorrusso, apesar da tendência a preservar as formas tradicionais do eslavo eclesiástico.
- Fase média - é a fase de esplendor, onde o bielorrusso alcança o seu máximo nível no século XVI, quando foi utilizada por Franciszak Skaryna (1485-1551) como base para suas traduções de muitos livros da Bíblia (publicada em Praga e Vilna em bielorrusso). Foi esta forma de bielorrusso que se utilizou para as grandes polêmicas religiosas da época, assim como para as três versões dos códigos legais do Grão-Ducado da Lituânia (em 1529, 1566 e 1588). A influência do polonês tanto na gramática como no vocabulário e no alfabeto (com a introdução do alfabeto latino, conhecido como Lacinka) começa a se tornar comum após a União de Lublin em 1569. Em 1696, o polonês foi declarado como único idioma oficial da comunidade polaco-lituana. As classes sociais mais elevadas escolheram a língua e a cultura polonesas. O bielorrusso praticamente desapareceu da literatura.
- Fase de decadência - até o final do século XVI, depois da União de Brest (1596), se inicia um declínio gradual do uso do bielorrusso em favor do latim, devido a tentativa de unificar as igrejas católica e ortodoxa, e depois em favor do polonês a partir do século XVII, até chegar ao ponto de se tornar proibido seu uso em documentos oficiais em 1697, proibição que marca o ponto de inflexão mais baixo em toda história desta língua. Durante o século XVIII o bielorrusso escrito se manteve vivo graças a seu uso em peças teatrais escolares realizadas em festas religiosas e outras festas públicas. Após a divisão polaco-lituana (1792-1795) a Bielorrússia passa a integrar o Império Russo, de forma que as autoridades czaristas trataram o país com uma província da Rússia e sua língua como um dialeto do russo, proibindo o uso do bielorrusso nas escolas , como também textos em bielorrusso em qualquer jornal, o que só foi anulado em 1905. No começo do século XX o bielorrusso não possuía um alfabeto codificado nem normas ortográficas e gramaticais. Após 1914, se estabelecem alfabetos padrões, latino e cirílico, para em seguida se firmaram normas gramaticais e ortográficas.
- Fase de ressurgimento - a divisão da comunidade polaca constituiu de certa forma o motivo do renascimento da língua no século XIX. Todo o território bielorrusso passou a fazer parte do Império Russo. Estudiosos russos e poloneses começaram, principalmente por questões políticas, a estudar a maioritária população rural dos territórios recém adquiridos, com a intenção de demonstrar que essa gente era russa ou polonesa. No decorrer dessas investigações, ficou em evidência a riqueza de sua cultura e de seu folclore, além de se perceber uma língua claramente independente: o bielorrusso. Quando o Império Russo caiu e os comunistas assumiram o poder em Moscou, estes favoreceram a difusão do russo por todas as repúblicas soviéticas, de forma que seu uso está amplamente difundido na educação e na vida pública da Bielorrússia.

## Dados estatísticos
De acordo com um estudo feito pelo governo bielorrusso em 2009, 72% dos bielorrussos falam russo em casa, enquanto a língua bielorrussa é usada ativamente por apenas 11,9% do povo do país. Aproximadamente 29,4% do povo bielorrusso pode escrever, falar e ler bielorrusso, enquanto 52,5% só podem ler e falar.
É também falado por emigrantes no Azerbaijão, Canadá, Estônia, Cazaquistão, Quirguistão, Letônia, Lituânia, Moldávia, Rússia, Tajiquistão, Turcomenistão, Ucrânia, Estados Unidos e Uzbequistão.

## Dialetos
O bielorrusso forma uma ponte entre o ucraniano e o russo e seus dialetos gradualmente se misturam com os dialetos russos e ucranianos em suas fronteiras.
Os dialetos do bielorrusso se dividem em dois ou três grandes grupos; ambas classificações consideram os grupos norte-orientais e sul-ocidentais, havendo um terceiro que percorre o país de leste a oeste numa faixa central. E é este último grupo que se considera como a base da língua literária moderna e do bielorrusso normativo. No extremo sul-ocidental há um dialeto especial, o grupo palésio da região da Palésia, que divide certas partes com o ucraniano, existindo várias tentativas de elevá-lo a língua sob o nome de palesiano.
- Dialetos norte-orientais
  - Grupo Polonês
  - Grupo Vicebsk-Mahilëu
- Dialeto Central
- Dialetos sul-ocidentais
  - Grupo Ocidental
  - Grupo Palésio
  - Grupo Sluck-Babrujsk-Mazyr

## Escrita
Até o século XVI o bielorrusso utilizou apenas o alfabeto cirílico, mas a partir de então foi introduzido o alfabeto latino em uma variante modificada da ortografia polonesa, também conhecida como Lacinka. O primeiro jornal publicado, o Nasza Niwa ("Nosso Trigal"), que começou a ser impresso em 1906, trazia os textos nas duas formas de escrita: cirílica e latina, refletindo a divisão do povo bielorrusso entre ortodoxos e católicos. Ocasionalmente, o alfabeto árabe também foi usado por tártaros bielorrussos para escrever partes do Alcorão. Mas, sem dúvida, até os dias de hoje, os alfabetos cirílico e latino (lacinka) são oficialmente muito utilizados.